# Мезин, Семён Васильевич
Семён Васильевич Мезин (14 апреля 1912, Щербаковка, Самарская губерния — 27 августа 2001, Щербаковка, Ульяновская область) — бригадир тракторной бригады Моисеевской МТС Мелекесского района Ульяновской области. Герой Социалистического Труда (27.02.1948).

## Биография
Семён Васильевич Мезин родился 14 августа 1912 года в посёлке Щербаковка (ныне — Мелекесского района Ульяновской области) в семье крестьянина.
В самом начале своего трудового пути работал молотобойцем. Затем, после прохождения курсов трактористов, с весны 1935 года стал работать механизатором в колхозе «Красная Заря». В 1938 была образована Моисеевская МТС, где продолжил свою работу Мезин.
В 1939 году Моисеевская МТС была переведена в посёлок Чёрная Речка. В начале войны Семён Моисеевич возглавил тракторную бригаду, целиком состоящую из женщин-трактористов. В 1943 году бригада внесла на строительство вооружения для фронта 96 тысяч рублей, из них личные средства Мезина составили 18 тысяч рублей.
По итогам уборочной компании 1947 года бригада получила урожай ржи 25,2 центнера с гектара на площади 156 гектар. Указом от 27 февраля 1948 года бригадир Мезин был удостоен звания Герой Социалистического Труда.
Перед заслуженным отдыхом работал в колхозной кузнице.
Проживал в родном посёлке Щербаковка. Умер 27 августа 2001 года и похоронен на поселковом кладбище в Новой Майне.

## Награды
- Герой Социалистического Труда (медаль «Серп и Молот» и орден Ленина; 27.02.1948).